# Gare de Lalden
La gare de Lalden est une gare ferroviaire située sur le territoire de la commune suisse de Lalden dans le canton du Valais.

## Situation ferroviaire
Établie à 801 mètres d'altitude, la gare de Lalden est située au point kilométrique 67,3 de la ligne du Lötschberg entre les gares d'Eggerberg (en direction de Berne) et de Brigue.
Elle dispose de trois voies encadrées par deux quais latéraux et un quai central.

## Histoire
La gare de Lalden a été inaugurée en 1913 avec la mise en service du tronçon Frutigen - Brigue de la ligne du Lötschberg. BLS, le propriétaire de la ligne, a été renommée BLS Lötschbergbahn en 1997 avant de fusionner en 2006 avec Regionalverkehr Mittelland AG pour devenir BLS AG. En 2007, le tronçon Frutigen - Brigue a perdu la majeure part de son trafic ferroviaire avec l'ouverture du tunnel de base de Lötschberg.
La gare de Lalden est fermée au trafic de voyageurs depuis décembre 2018 et jusqu'à décembre 2023 en raison de travaux de rénovation du tunnel du Lötschberg.

## Services ferroviaires

### Accueil
Gare du BLS, elle est dotée d'un bâtiment voyageurs ainsi que d'un distributeur automatique de titres de transport. La gare n'est pas accessible aux personnes à mobilité réduite.

### Desserte
La gare de Lalden est, en temps normal, desservie une fois par heure dans chaque sens par les trains RegioExpress « Lötschberg » reliant Berne à Brigue (prolongés une fois toutes les deux heures en Italie jusqu'à Domodossola).
- RE : Berne - Thoune - Spiez - Frutigen - Kandersteg - Goppenstein - Lalden - Brigue (- Domodossola).

### Intermodalité
La gare de Lalden n'est pas en correspondance avec d'autres lignes de transports en commun.